# International Airlines Group

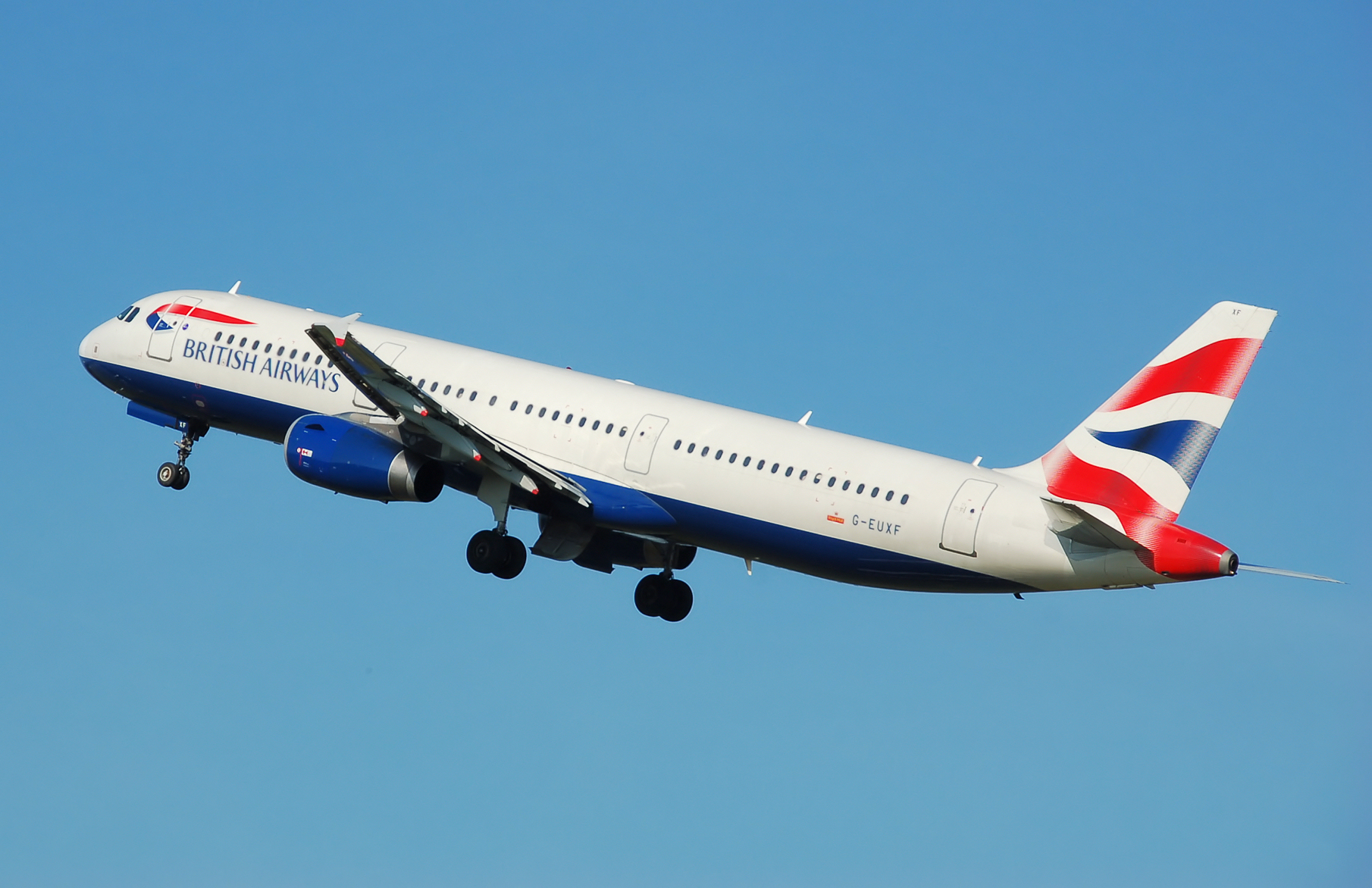
Um A321-200 da British Airways.

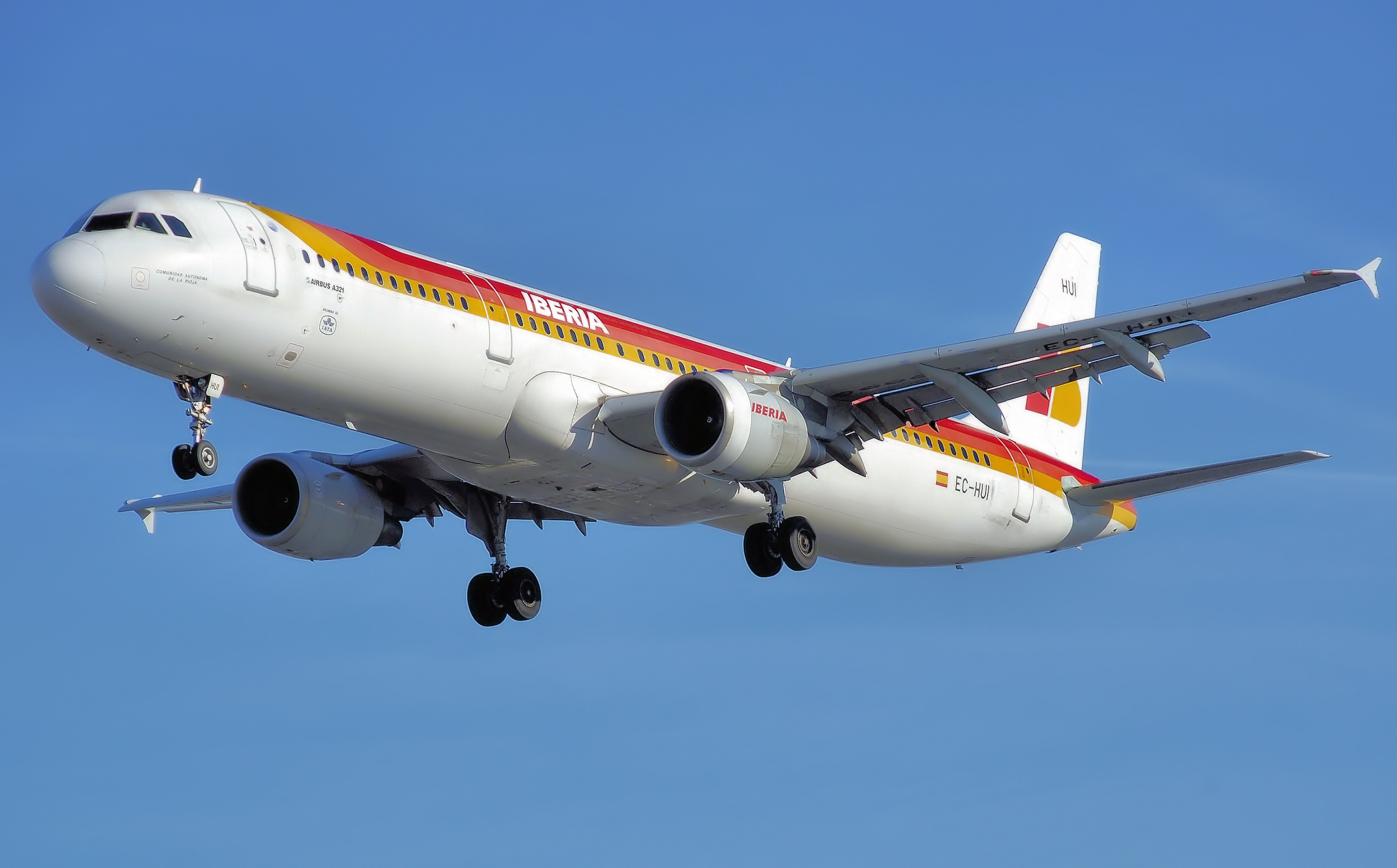
Um A321-200 da Iberia

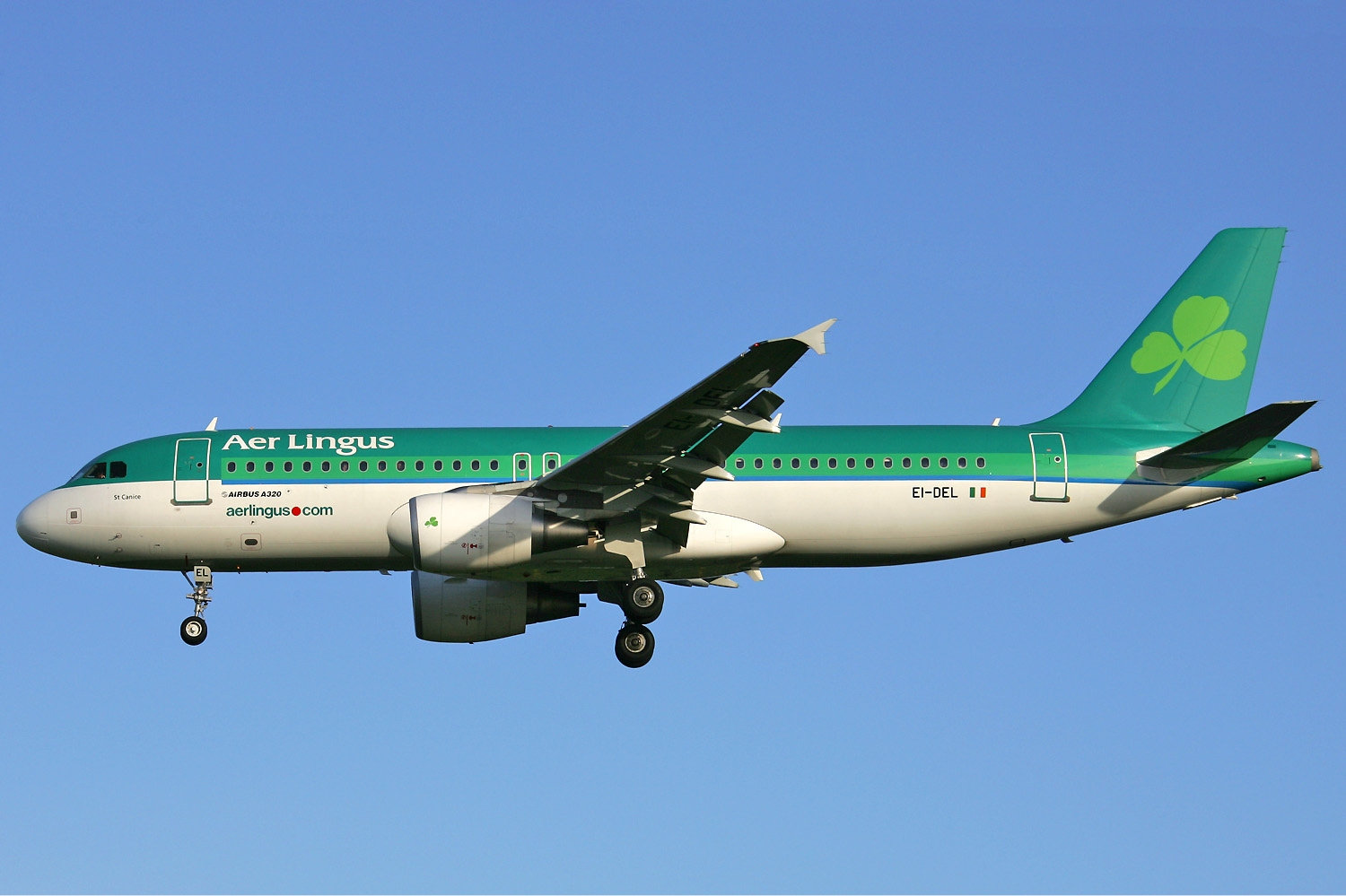
Um Airbus A320-200 da Aer Lingus.

O International Airlines Group (IAG) é uma empresa holding formada em 8 de abril de 2010, como resultado da fusão das companhias aéreas British Airways e Iberia. Alguns anos depois a Aer Lingus se juntou ao grupo.
A holding controla as duas empresas e suas subsidiárias, que continuaram a atuar no mercado com seus atuais nomes. O International Airlines Group possui, ao todo, 431 aeronaves (2014) servindo a um fluxo anual de 62 milhões de passageiros em 200 destinos. O International Airlines Group será a terceira maior companhia aérea do mundo em faturamento.

## Subsidiárias
- British Airways
  - BA CityFlyer
  - OpenSkies
  - Comair (18% participação)
  - Sun Air of Scandinavia (franquia)
- Iberia
  - Air Nostrum (Iberia Regional)
  - Vueling
  - Level Air

Outras companhias em que o International Airlines Group detém uma participação minoritária:
- FlyBe: 15%
- Royal Air Maroc: 0,95%
- Air Mauritius: 2,3%
- Norwegian Air Shuttle: 4,8%